# Saint-Côme-d'Olt
Saint-Côme-d'Olt  is een gemeente in het Franse departement Aveyron in de regio Occitanie. De plaats maakt deel uit van het arrondissement Rodez en sinds 22 maart 2015 van het kanton Lot et Palanges toen het kanton Espalion, waar Saint-Côme-d'Olt daarvoor onder viel, werd opgeheven. Saint-Côme-d'Olt is lid van Les Plus Beaux Villages de France. De gemeente telde 1.446 inwoners op 1 januari 2022.

## Cultuur
De pelgrimsroute tussen Estaing en Saint-Côme-d'Olt (17 km) (Chemin du Puy) is opgenomen in het werelderfgoed.

## Geografie
De oppervlakte van Saint-Côme-d'Olt bedroeg op 1 januari 2022 30,1 vierkante kilometer; de bevolkingsdichtheid was toen 48 inwoners per km².
De onderstaande kaart toont de ligging van Saint-Côme-d'Olt met de belangrijkste infrastructuur en aangrenzende gemeenten.

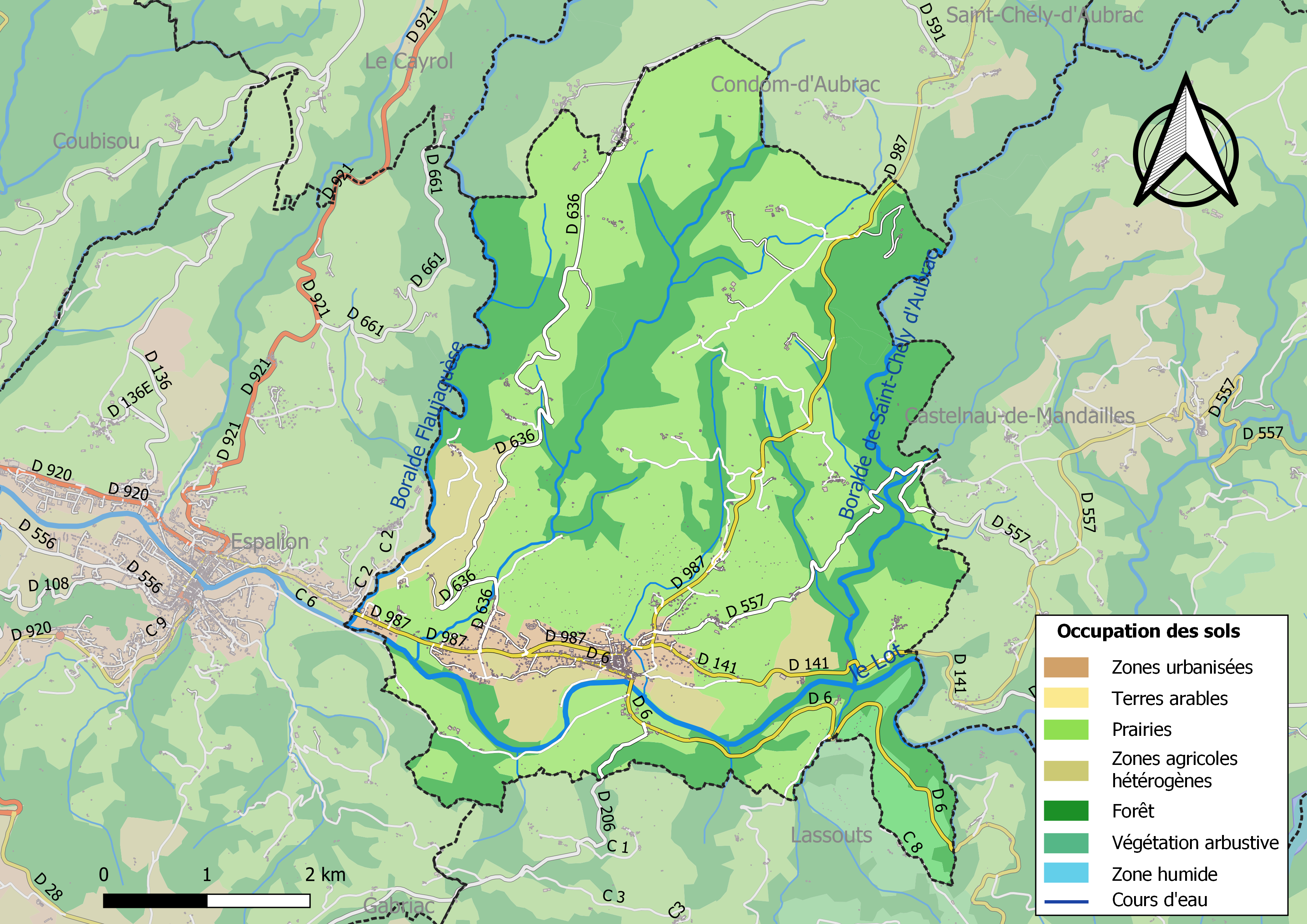

## Demografie
Onderstaande figuur toont het verloop van het inwonertal (bron: INSEE-tellingen).
Vanwege een beveiligingsprobleem met de MediaWiki Graph-software is het momenteel niet mogelijk deze grafiek weer te geven. Zodra de software is bijgewerkt zal de grafiek vanzelf weer zichtbaar worden.

## Afbeeldingen

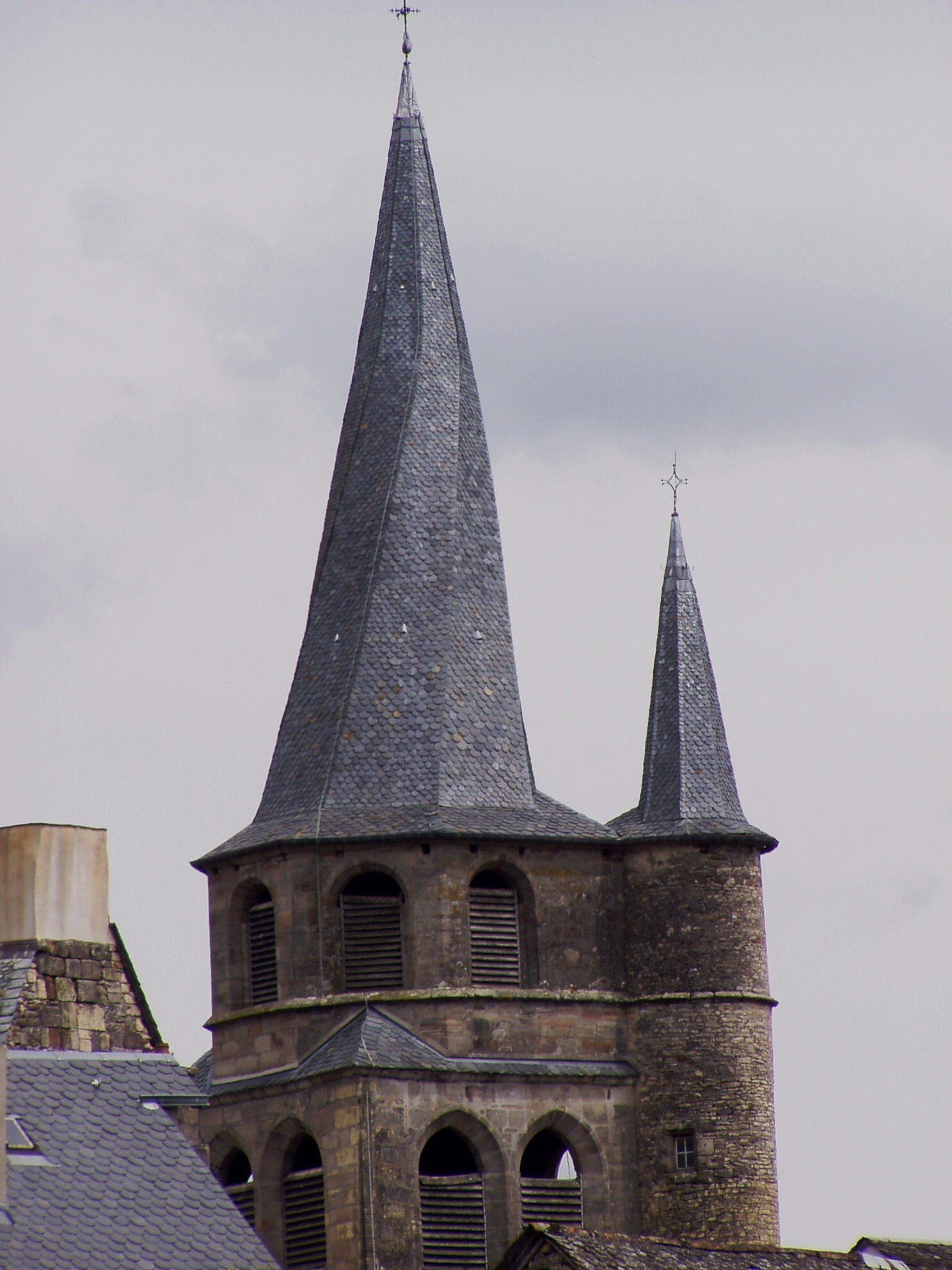
De gedraaide toren van de Saint-Côme
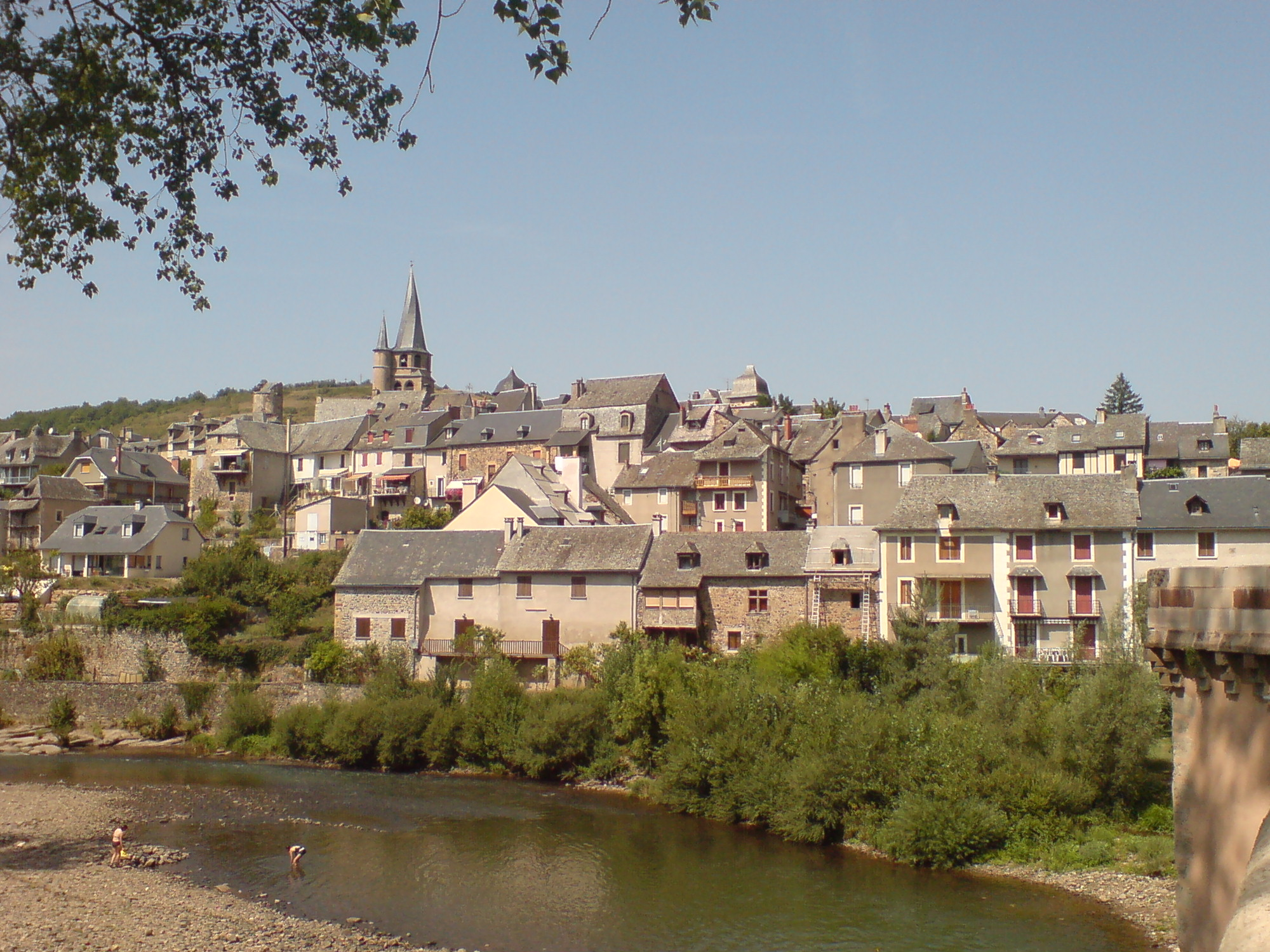
Gezicht op Saint-Côme-d'Olt
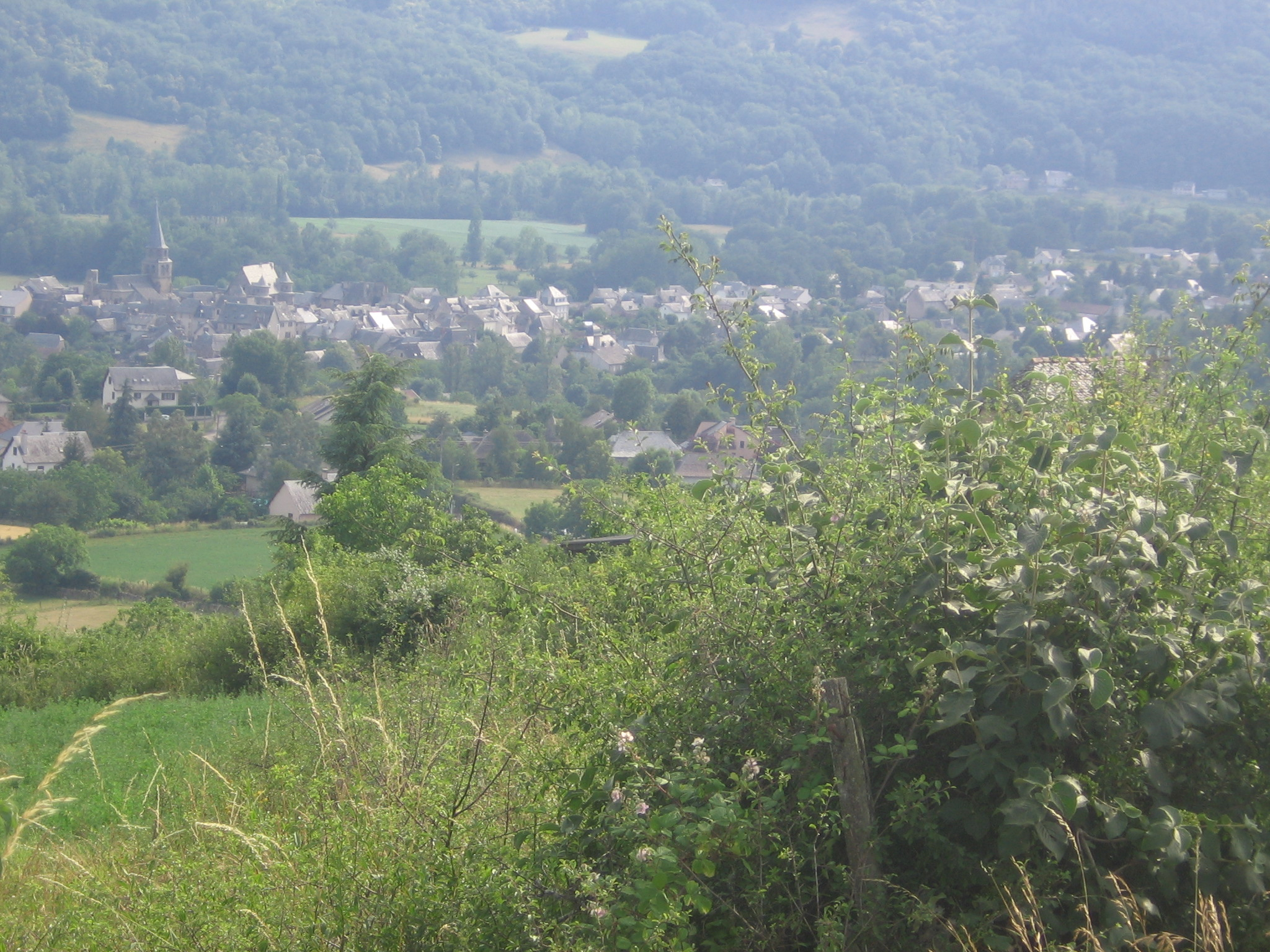
Gezicht op Saint-Côme-d'Olt vanaf de Via Podiensis
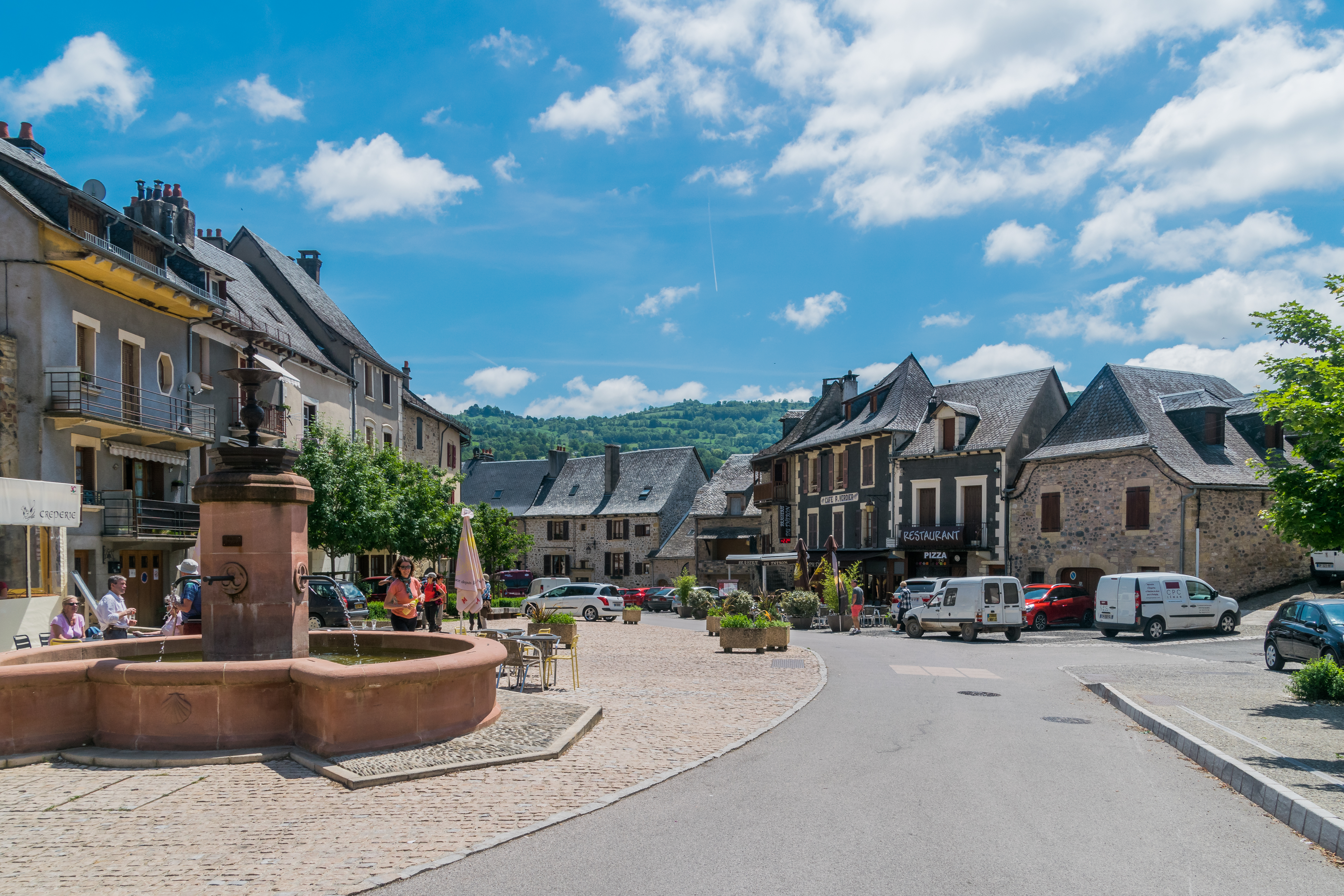
Place de la Porte Theron